# Xesco Reverter Baquer
Xesco Reverter Baquer, conegut senzillament com a Xesco Reverter (Sarrià, Barcelona, 1978) és un periodista, corresponsal i escriptor català.
Llicenciat en periodisme per la Universitat Ramon Llull i màster en relacions internacionals pel CIDOB, Xesco Reverter és periodista a la secció d'internacional de TV3, i ha estat el corresponsal d'aquesta cadena de televisió als Estats Units entre els anys 2017 i 2022, un període que inclou quasi tot el turbulent mandat de Donald Trump i el principi del de Joe Biden. Abans, va ser cap de la secció d'Internacional dels informatius de TV3 entre 2010 i 2017, director i presentador del programa setmanal d'actualitat internacional Món 324, l'espai setmanal sobre actualitat internacional del 3/24, entre el 2014 i el 2017, i corresponsal de TV3 a Londres entre 2004 i 2007, i enviat especial en diversos països europeus, africans, del Pròxim Orient i als Estats Units.
L'any 2022, després de la seva tornada de Washington, va publicar el llibre "Estats Units, el país de les contradiccions", on es fa una radiografia dels darres cinc anys de la política nord-americana, amb temes com el mandat de Trump, la reversió pel Tribunal Suprem dels Estats Units del dret a l'avortament, el tractament dels diferents, sobretot si són negres, la violència policial, l'inexistent sistema sanitari públic, el negoci de les armes, el canvi climàtic o les pressions de les companyies petrolieres perquè les energies fòssils continuen abastint els mercats són alguns dels grans temes que l’autor retrata a la perfecció.